# Smittina unicus
Smittina unicus är en mossdjursart som beskrevs av Tilbrook 2006. Smittina unicus ingår i släktet Smittina och familjen Smittinidae. Inga underarter finns listade i Catalogue of Life.